# Římskokatolická církev v Itálii
Římskokatolická církev v Itálii je hlavním italskou náboženskou organizací, v roce 1994 bylo v Itálii 57 665 000 katolíků, kteří tvoří 96,55 % populace. Od roku 1929, kdy byly podepsány lateránské dohody, je papež primasem Itálie a vysílá k Itálii svého nuncia. Předsedou italské biskupské konference je kardinál Gualtiero Bassetti.

## Správní členění římskokatolické církve v Itálii
Od roku 1976 je Itálie rozdělena do šestnácti církevních oblastí, které zhruba odpovídají i správním oblastem Itálie (některé jsou sloučeny). Tyto oblasti zahrnují vždy více církevních provincií (těch je v Itálii celkem 42: Apoštolský Stolec v Římě, Benátský patriarchát a 40 metropolitních arcibiskupství). Ty sdružují jednotlivé diecéze (20 sufragánních arcidiecézí, 155 diecézí), 2 územní prelatury a 6 územních opatství. Pro celou Itálii existuje jeden společný vojenský ordinariát se sídlem v Římě.

### Církevní oblast Abruzzo-Molise
- Arcidiecéze Aquila
  - Diecéze Avezzano
  - Diecéze Sulmona-Valva
- Arcidiecéze Chieti-Vasto
  - Arcidiecéze Lanciano-Ortona
- Arcidiecéze Pescara-Penne
  - Diecéze Teramo-Atri
- Arcidiecéze Campobasso-Boiano
  - Diecéze Isernia-Venafro
  - Diecéze Termoli-Larino
  - Diecéze Trivento

### Církevní oblast Apulie
- Arcidiecéze Bari-Bitonto
  - Diecéze Altamura-Gravina-Acquaviva delle Fonti
  - Diecéze Andria
  - Diecéze Conversano-Monopoli
  - Diecéze Molfetta-Ruvo-Giovinazzo-Terlizzi
  - Arcidiecéze Trani-Barletta-Bisceglie
- Arcidiecéze Foggia-Bovino
  - Diecéze Cerignola-Ascoli Satriano
  - Diecéze Lucera-Troia
  - Arcidiecéze Manfredonia-Vieste-San Giovanni Rotondo
  - Diecéze San Severo
- Arcidiecéze Lecce
  - Arcidiecéze Brindisi-Ostuni
  - Diecéze Nardò-Gallipoli
  - Arcidiecéze Otranto
  - Diecéze Ugento-Santa Maria di Leuca
- Arcidiecéze Taranto
  - Diecéze Castellaneta
  - Diecéze Oria

### Církevní oblast Basilicata
- Arcidiecéze Potenza-Muro Lucano-Marsico Nuovo
  - Arcidiecéze Acerenza
  - Arcidiecéze Matera-Irsina
  - Diecéze Melfi-Rapolla-Venosa
  - Diecéze Tricarico
  - Diecéze Tursi-Lagonegro

### Církevní oblast Emilia-Romagna
- Arcidiecéze boloňská
  - Diecéze Faenza-Modigliana
  - Arcidiecéze Ferrara-Comacchio
  - Diecéze Imola
- Arcidiecéze Modena-Nonantola
  - Diecéze Carpi
  - Diecéze Fidenza
  - Diecéze parmská
  - Diecéze Piacenza-Bobbio
  - Diecéze Reggio Emilia-Guastalla
- Arcidiecéze Ravenna-Cervia
  - Diecéze Cesena-Sarsina
  - Diecéze Forlì-Bertinoro
  - Diecéze Rimini
  - Diecéze San Marino-Montefeltro

### Církevní oblast Kalábrie
- Arcidiecéze Catanzaro-Squillace
  - Arcidiecéze Crotone-Santa Severina
  - Diecéze Lamezia Terme
- Arcidiecéze Cosenza-Bisignano
  - Diecéze Cassano all'Ionio
  - Arcidiecéze Rossano-Cariati
  - Diecéze San Marco Argentano-Scalea
- Arcidiecéze Reggio Calabria-Bova
  - Diecéze Locri-Gerace
  - Diecéze Mileto-Nicotera-Tropea
  - Diecéze Oppido Mamertina-Palmi

- Eparchie Lungro bezprostředně podřízená Svatému Stolci.

### Církevní oblast Kampánie
- Arcidiecéze Benevento
  - Diecéze Ariano Irpino-Lacedonia
  - Diecéze Avellino
  - Diecéze Cerreto Sannita-Telese-Sant'Agata de' Goti
  - Územní opatství Montevergine
  - Arcidiecéze Sant'Angelo dei Lombardi-Conza-Nusco-Bisaccia
- Arcidiecéze neapolská
  - Diecéze Acerra
  - Diecéze Alife-Caiazzo
  - Diecéze Aversa
  - Arcidiecéze Capua
  - Diecéze Caserta
  - Diecéze Ischia
  - Diecéze Nola
  - Územní prelatura Pompeje
  - Diecéze Pozzuoli
  - Diecéze Sessa Aurunca
  - Arcidiecéze Sorrento-Castellammare di Stabia
  - Diecéze Teano-Calvi
- Arcidiecéze Salerno-Campagna-Acerno
  - Arcidiecéze Amalfi-Cava de' Tirreni
  - Územní opatství Santissima Trinità di Cava de' Tirreni
  - Diecéze Nocera Inferiore-Sarno
  - Diecéze Teggiano-Policastro
  - Diecéze Vallo della Lucania

### Církevní oblast Lazio
- Diecéze římská
  - Suburbikální diecéze:
    - Suburbikální diecéze Ostie
    - Suburbikální diecéze Albano
    - Suburbikální diecéze Frascati
    - Suburbikální diecéze Palestrina
    - Suburbikální diecéze Porto-Santa Rufina
    - Suburbikální diecéze Sabina-Poggio Mirteto
    - Suburbikální diecéze Velletri-Segni

  - Diecéze bezprostředně podřízené Svatému Stolci:
    - Diecéze Anagni-Alatri
    - Diecéze Civita Castellana
    - Diecéze Civitavecchia-Tarquinia
    - Diecéze Frosinone-Veroli-Ferentino
    - Arcidiecéze Gaeta
    - Diecéze Latina-Terracina-Sezze-Priverno
    - Diecéze Rieti
    - Diecéze Sora-Cassino-Aquino-Pontecorvo
    - Diecéze Tivoli
    - Diecéze Viterbo

  - Územní opatství bezprostředně podřízená Svatému Stolci:
    - Územní opatství Santa Maria di Grottaferrata
    - Územní opatství Montecassino
    - Územní opatství Subiaco

### Církevní oblast Ligurie
- Arcidiecéze janovská
  - Diecéze Albenga-Imperia
  - Diecéze Chiavari
  - Diecéze Spezia-Sarzana-Brugnato
  - Diecéze Savona-Noli
  - Diecéze Tortona
  - Diecéze Ventimiglia-San Remo

### Církevní oblast Lombardie
- Arcidiecéze milánská
  - Diecéze Bergamo
  - Diecéze Brescia
  - Diecéze Como
  - Diecéze Crema
  - Diecéze Cremona
  - Diecéze Lodi
  - Diecéze Mantova
  - Diecéze Pavia
  - Diecéze Vigevano

### Církevní oblast Marche
- Arcidiecéze Ancona-Osimo
  - Diecéze Fabriano-Matelica
  - Diecéze Jesi
  - Územní prelatura Loreto
  - Diecéze Senigallia
- Arcidiecéze Fermo
  - Diecéze Ascoli Piceno
  - Arcidiecéze Camerino-San Severino Marche
  - Diecéze Macerata-Tolentino-Recanati-Cingoli-Treia
  - Diecéze San Benedetto del Tronto-Ripatransone-Montalto
- Arcidiecéze Pesaro
  - Diecéze Fano-Fossombrone-Cagli-Pergola
  - Arcidiecéze Urbino-Urbania-Sant'Angelo in Vado

### Církevní oblast Piemonte – Val d'Aosta
- Arcidiecéze turínská
  - Diecéze Acqui
  - Diecéze Alba
  - Diecéze Aosta
  - Diecéze Asti
  - Diecéze Cuneo
  - Diecéze Fossano
  - Diecéze Ivrea
  - Diecéze Mondovì
  - Diecéze Pinerolo
  - Diecéze Saluzzo
  - Diecéze Susa
- Arcidiecéze Vercelli
  - Diecéze Alessandria
  - Diecéze Biella
  - Diecéze Casale Monferrato
  - Diecéze Novara

### Církevní oblast Sardinie
- Arcidiecéze Cagliari
  - Diecéze Iglesias
  - Diecéze Lanusei
  - Diecéze Nuoro
- Arcidiecéze Oristano
  - Diecéze Ales-Terralba
- Arcidiecéze Sassari
  - Diecéze Alghero-Bosa
  - Diecéze Ozieri
  - Diecéze Tempio-Ampurias

### Církevní oblast Sicílie
- Arcidiecéze palermská je sídlem Primase Sicílie
  - Diecéze Cefalù
  - Diecéze Mazara del Vallo
  - Arcidiecéze Monreale
  - Diecéze Trapani
- Arcidiecéze Agrigento
  - Diecéze Caltanissetta
  - Diecéze Piazza Armerina
- Arcidiecéze Katánie (Catania)
  - Diecéze Acireale
  - Diecéze Caltagirone
- Arcidiecéze Messina-Lipari-Santa Lucia del Mela
  - Diecéze Nicosia
  - Diecéze Patti
- Arcidiecéze Syrakusy (Siracusa)
  - Diecéze Noto
  - Diecéze Ragusa

- Eparchie Piana degli Albanesi (řeckokatolické italsko-albánské církve) bezprostředně podřízená Svatému Stolci.

### Církevní oblast Toskánsko
- Arcidiecéze florentská
  - Diecéze Arezzo-Cortona-Sansepolcro
  - Diecéze Fiesole
  - Diecéze Pistoia
  - Diecéze Prato
  - Diecéze San Miniato
- Arcidiecéze pisánská
  - Diecéze Livorno
  - Diecéze Massa Carrara-Pontremoli
  - Diecéze Pescia
  - Diecéze Volterra
- Arcidiecéze Siena-Colle di Val d'Elsa-Montalcino
  - Diecéze Grosseto
  - Diecéze Massa Marittima-Piombino
  - Diecéze Montepulciano-Chiusi-Pienza
  - Diecéze Pitigliano-Sovana-Orbetello
- Územní opatství Monte Oliveto Maggiore bezprostředně podřízené Svatému Stolci.
- Arcidiecéze Lucca arcibiskupství bezprostředně podřízené Svatému Stolci.

### Církevní oblast Triveneto
- Benátský patriarchát
  - Diecéze Adria-Rovigo
  - Diecéze Belluno-Feltre
  - Diecéze Chioggia
  - Diecéze Concordia-Pordenone
  - Diecéze Padova
  - Diecéze Treviso
  - Diecéze Verona
  - Diecéze Vicenza
  - Diecéze Vittorio Veneto
- Arcidiecéze goricijská
  - Diecéze Terst
- Arcidiecéze tridentská
  - Diecéze bolzansko-brixenská
- Arcidiecéze Udine

### Církevní oblast Umbrie
- Arcidiecéze Perugia-Città della Pieve
  - Diecéze Assisi-Nocera Umbra-Gualdo Tadino
  - Diecéze Città di Castello
  - Diecéze Foligno
  - Diecéze Gubbio
- Diecéze Orvieto-Todi biskupství bezprostředně podřízené Svatému Stolci.
- Diecéze Terni-Narni-Amelia biskupství bezprostředně podřízené Svatému Stolci.
- Arcidiecéze Spoleto-Norcia arcibiskupství bezprostředně podřízené Svatému Stolci.

### Mimo církevní oblasti
- Apoštolský exarchát Itálie je apoštolský exarchát ukrajinské řeckokatolické církve, bezprostředně podřízený Svatému Stolci. Pod jeho jurisdikci spadají všichni věřící ukrajinské řeckokatolické církve v Itálii.
- Italský vojenský ordinariát